# 普斯陶塞尔
普斯陶塞尔，是匈牙利琼格拉德州所辖的一个村。总面积48.93平方公里，总人口1484，人口密度30.3人/平方公里（2011年1月1日）。